# کریستیانو مورایس دی اولیویرا
کریستیانو مورایس دی اولیویرا (به پرتغالی: Cristiano Moraes de Oliveira) هافبک اهل برزیل است که در شهر مانائوس و در تاریخ ۲۸ سپتامبر ۱۹۸۳ به دنیا آمده‌است.
کریستیانو مورایس دی اولیویرا در تیم‌های فوتبال Nacional-AM سابقهٔ حضور دارد.